# Lijst van burgemeesters van Zuid-Beijerland
Dit is een lijst van burgemeesters van de voormalige Nederlandse gemeente Zuid-Beijerland tot die gemeente op 1 januari 1984 opging in de gemeente Korendijk.
| Ambtsperiode | Naam burgemeester     | Partij of stroming | Bijzonderheden                                                           |
| ------------ | --------------------- | ------------------ | ------------------------------------------------------------------------ |
| 18?? - 18??  |                       |                    |                                                                          |
| 18?? - 1850  | Jan Verhoeven         |                    |                                                                          |
| 1850 - 1872  | Arie Vlielander       |                    | tevens schout/burgemeester van Klaaswaal en Numansdorp (beide 1820-1872) |
| 1872 - 1878  | Jan Schaddelee        |                    |                                                                          |
| 1878 - 1903  | D. Kluifhoofd         |                    | tevens burgemeester van Klaaswaal en Numansdorp (beide 1872-1908)        |
| 1903 - 1932  | A. Zonneveld          |                    |                                                                          |
| 1932 - 1944  | A. Becking            |                    |                                                                          |
| 1945? - 1946 | J.G. de Zeeuw         | ARP                | waarnemend                                                               |
| 1946 - 1954  | Willem (W.) Timmerman | ARP                | later burgemeester van Meerkerk, Leerbroek en Nieuwland                  |
| 1954 - 1958  | Leo (L.) Brouwer      | CHU                | later burgemeester van Lemsterland en Aalsmeer                           |
| 1958 - 1967  | A.A. Schouten         | CHU                | later burgemeester van Everdingen en Hagestein                           |
| 1967 - 1983  | A. Schout             | ARP / CDA          | later burgemeester van Dinteloord en Prinsenland                         |